# Орден Хреста Перемоги
Орден Хреста Перемоги (словац. Slovenský vojenný víťazný kríž) — державна нагорода Першої Словацької республіки.

## Історія
Орден Хреста Перемоги було засновано Указом першого президента Першої Словацької республіки Йозефа Тісо 11 вересня 1939 роки для нагородження осіб, які відзначилися при командуванні військами вході бойових дій під час Польської кампанії.
Нагородження орденом проводилося з 1939 до 1945 року. Всього було вручено 3769 орденів Хреста Перемоги, з яких 437 військовослужбовцям вермахту і 142 військовослужбовцям збройних сил Румунії.
14 березня 1944 року, в день п'ятої річниці утворення Першої Словацької республіки, орденом Хреста Перемоги були нагороджені всі військовослужбовці Збройних сил Словаччини, які в цей час служили в армії не менше чотирьох років.

## Ступені ордена
Спочатку у ордена було 3 ступеня. У 1942 був доданий ще один, а 30 листопада 1943 року орден набув остаточного вигляду: передбачалися Великий хрест з ланцюгом, п'ять ступенів і три медалі. Орден міг вручатися «з мечами».
Початковий поділ на ступені
- Хрест I ступеня із зіркою (Kříž I. třídy s hvězdou) (з 1942 року)
- Хрест I ступеня (Kříž I. třídy)
- Хрест II ступеня (Kříž II. Třídy)
- Хрест III ступеня (Kříž III. Třídy)

Ступені з 30 листопада 1943 року:
- Великий хрест (Velký kříž)
- Хрест I ступеня (Kříž I. třídy)
- Хрест II ступеня (Kříž II. Třídy)
- Хрест III ступеня (Kříž III. Třídy)
- Хрест IV ступеня (Kříž IV. Třídy)
- золота медаль
- Срібна медаль
- Бронзова медаль

## Опис
Основою знака ордена був рівносторонній патріарший хрест, покритий кольоровою емаллю.
Перші екземпляри хреста 1-го ступеня виготовлялися зі срібла з позолотою, були покриті червоною емаллю і мали розмір 56 × 32 мм. Між сторонами хреста містилися короткі золоті промені, а між горизонтальними сторонами було розташовано по три листка, що імітують липові. Реверс хреста був гладким. Хрест має підвіску у вигляді фігурки стилізованого орла з розпростертими крилами, що несе на грудях герб Словаччини. Шийна стрічка шириною 37 мм була червоного кольору, з вишитими вручну жовтою ниткою гілками липи.
Хрест 2-го ступеня був повністю срібним і покритий синьою емаллю. Він також носився на шиї. Його стрічка була синього кольору, з аналогічною вишивкою жовтою ниткою, а також з широкою червоною і вузькою білою смужками по краях.
Хрест 3-го ступеня виготовлявся з бронзи і покривався емаллю коричневого кольору. Він не мав променів, підвіски у вигляді орла і носився на лівій стороні грудей на червоній стрічці шириною 33 мм, краї якої були вишиті червоними, білими, синіми і жовтими трикутниками.
У 1942 році шийна стрічка для знаків двох вищих ступенів звузилася до 25 мм, ставши червоною, з двома жовтими смужками посередині. Знак 3-го ступеня став носитися на грудях на шпильці, без стрічки.
Хрест 4-го ступеня був подібний до знаку 3-го, але носився на стрічці колишнього зразка на грудях. До стрічки кріпилася позолочена фігурка орла і схрещені мечі. Знак 4-го ступеня без мечів був покритий білою емаллю і носився на червоній стрічці шириною 35 мм, з двома широкими жовтими смужками посередині.
Великий хрест виконаний у вигляді Словацького подвійного хреста, покритого червоною емаллю, оточеного сяйвом. Якщо нагорода призначалася для цивільних осіб, сяйво в центрі доповнювалось зображенням листя липи, а для військових — зображенням мечів. До верхнього кута хреста прикріплено зображення орла з розкритими крилами, на його грудях — щит з гербом Словаччини Зворотний бік нагороди гладкий.
Зірка ордена — восьмикутна, з розбіжними променями, виконана з срібла. У центрі зірки — невеликий гладкий медальйон, поверх якого накладено зображення Словацького подвійного хреста, покритого червоною емаллю.
Медалі ордена — золота, срібна і бронзова — мали діаметр 36 мм. На лицьовій стороні поміщалося зображення орденського знака; на реверсі розташовувалася напис: «ZA ZASLUHI» («За заслуги»). Медаль могла мати підвіску у вигляді лаврового вінка зі схрещеними мечами. Стрічка медалей червона, з двома жовтими смужками посередині.
При носінні орденських планок до них кріпилися мініатюрні зображення вінка зі схрещеними мечами або словацького герба, оточеного чотирма липовими листками зі стрічкою, на якій містилася напис «За заслуги».

## Галерея

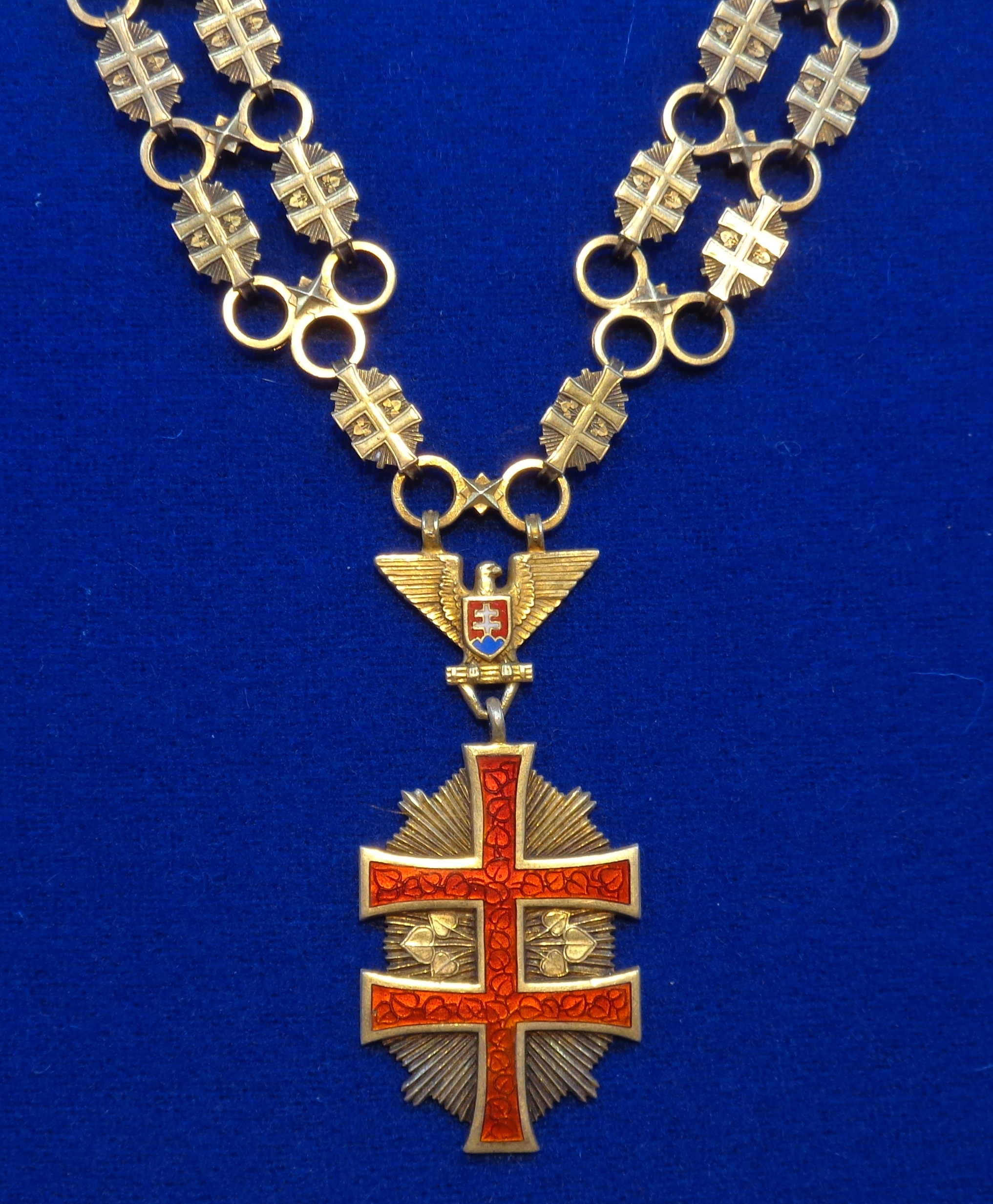
Великий хрест з ланцюгом
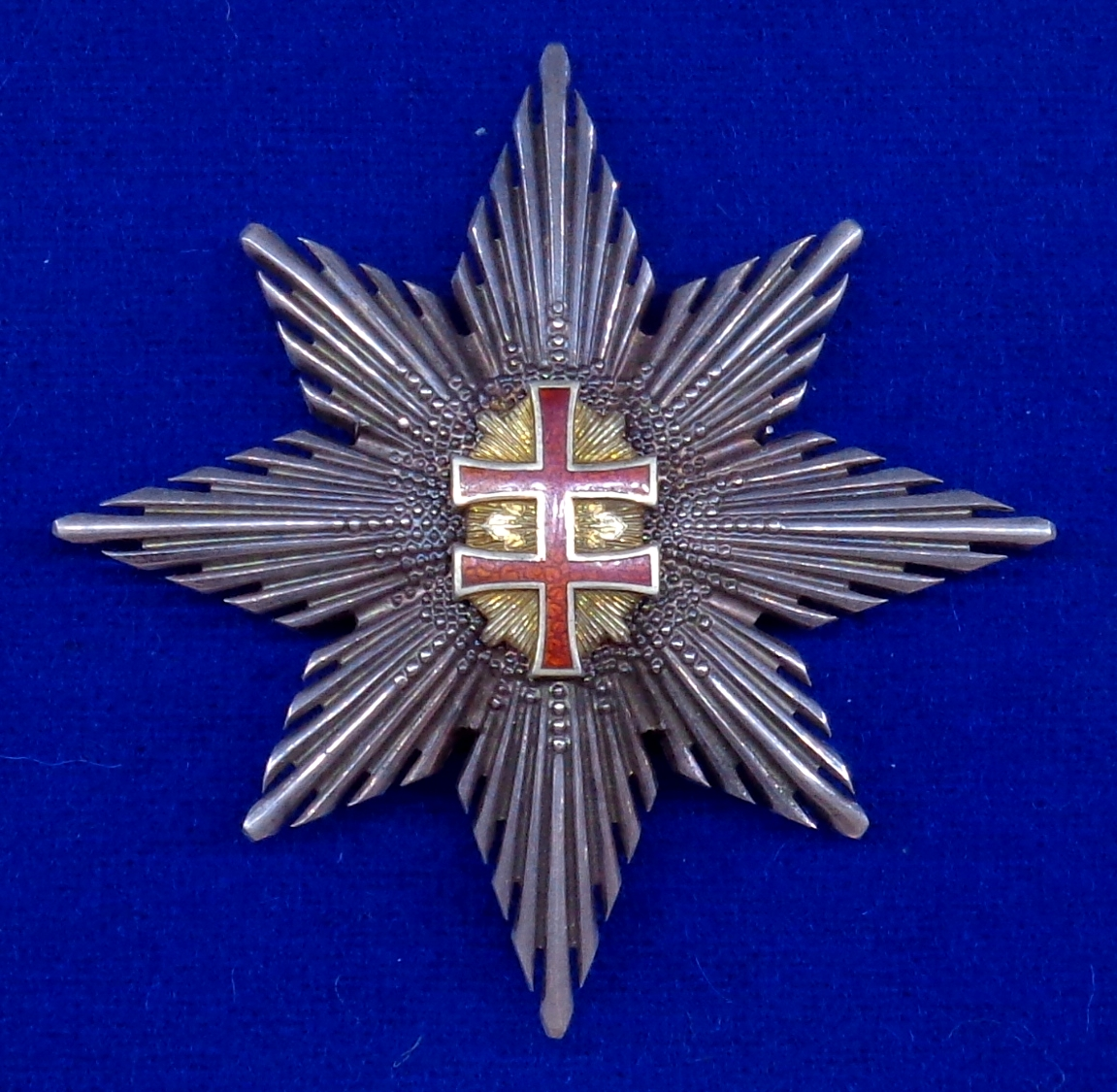
Зірка великого хреста
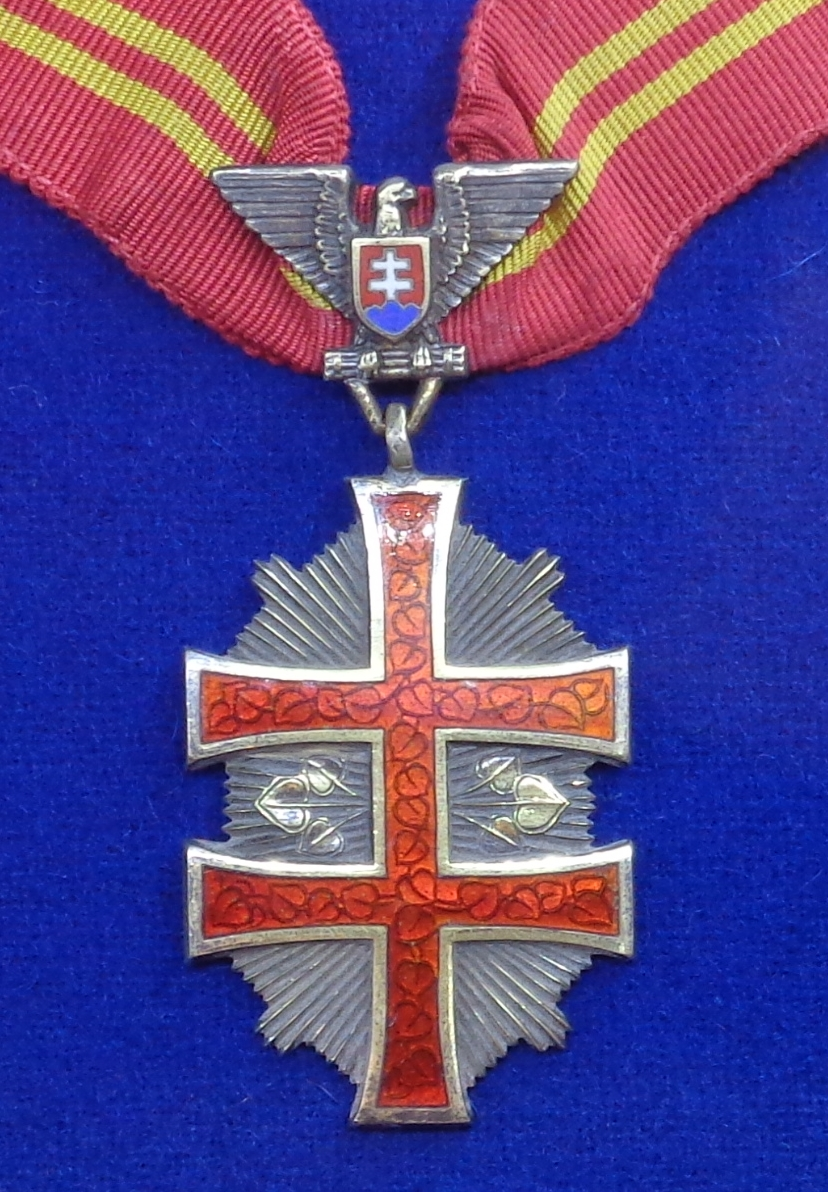
Знак 2-го класу
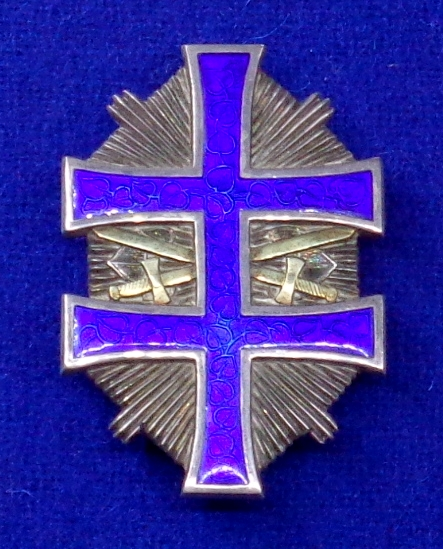
Знак 3-го класу з мечами
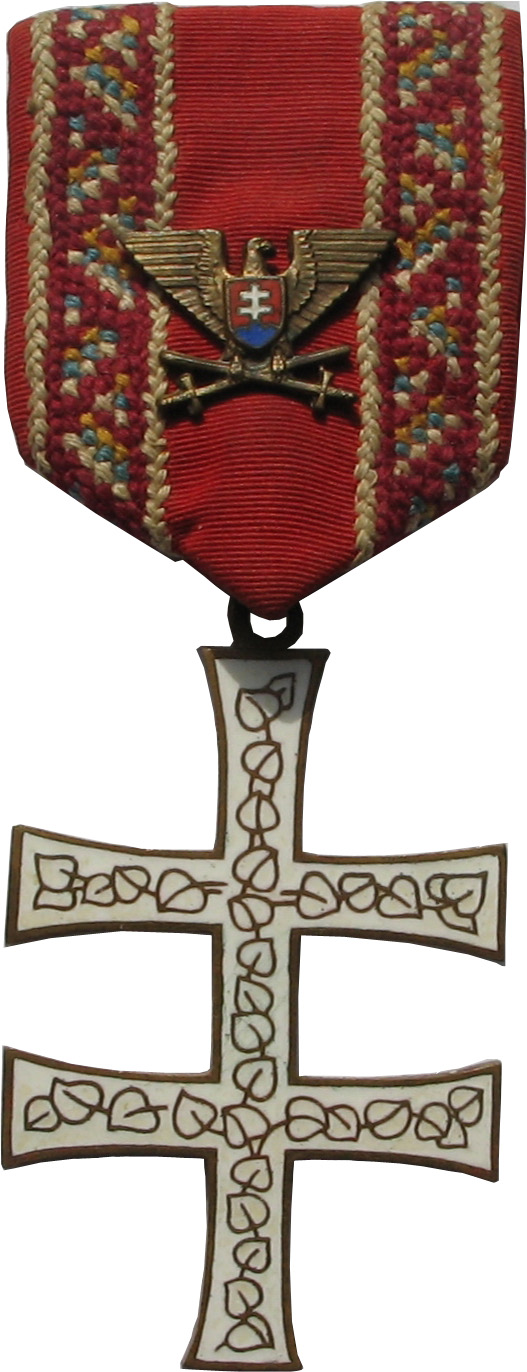
Хрест 4-го класу з мечами
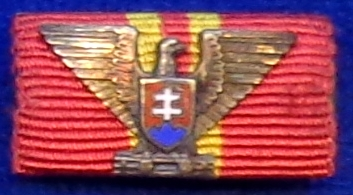
Планка 2-го класу для повсякденного носіння
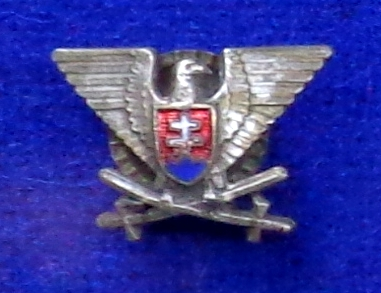
Накладка на планку 3-го класу з мечами
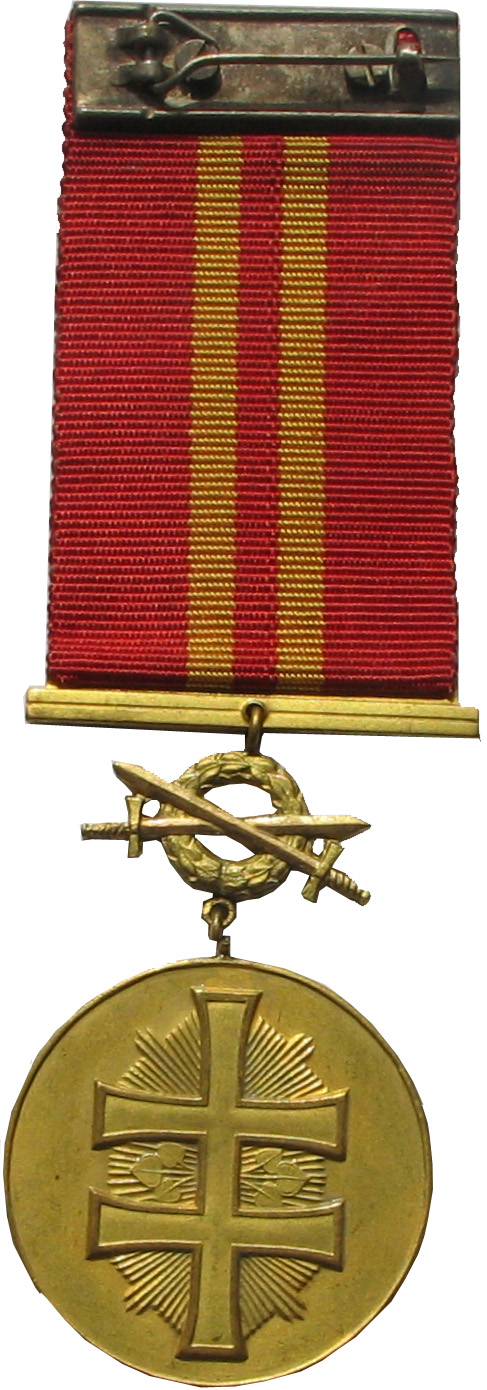
Золота медаль з мечами
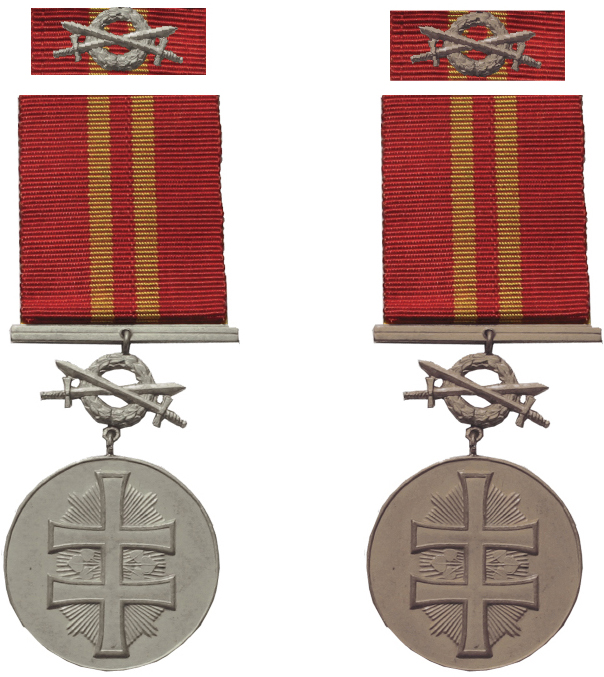
Срібна і бронзова медалі з мечами
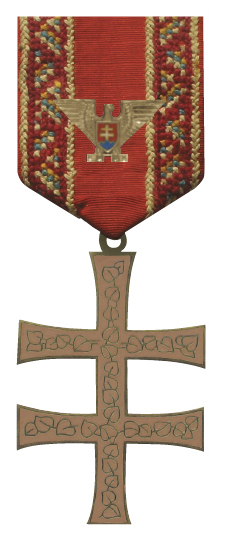
Хрест 3-го класу (до 1942)
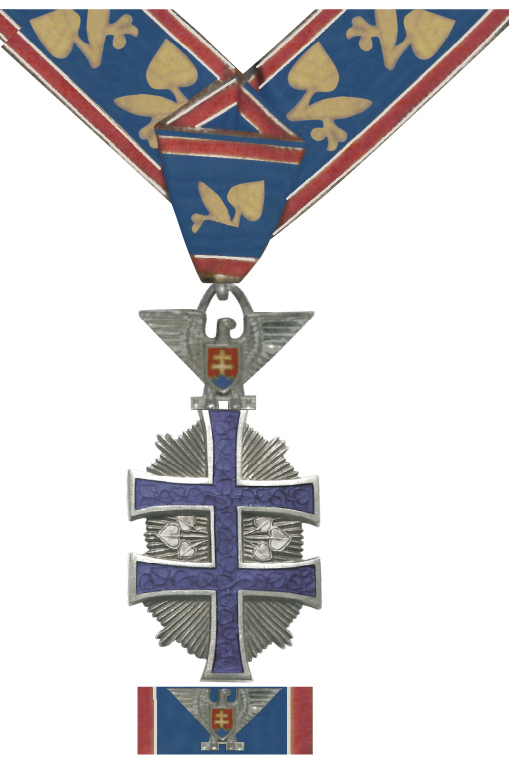
Хрест 2-го класу (до 1942).
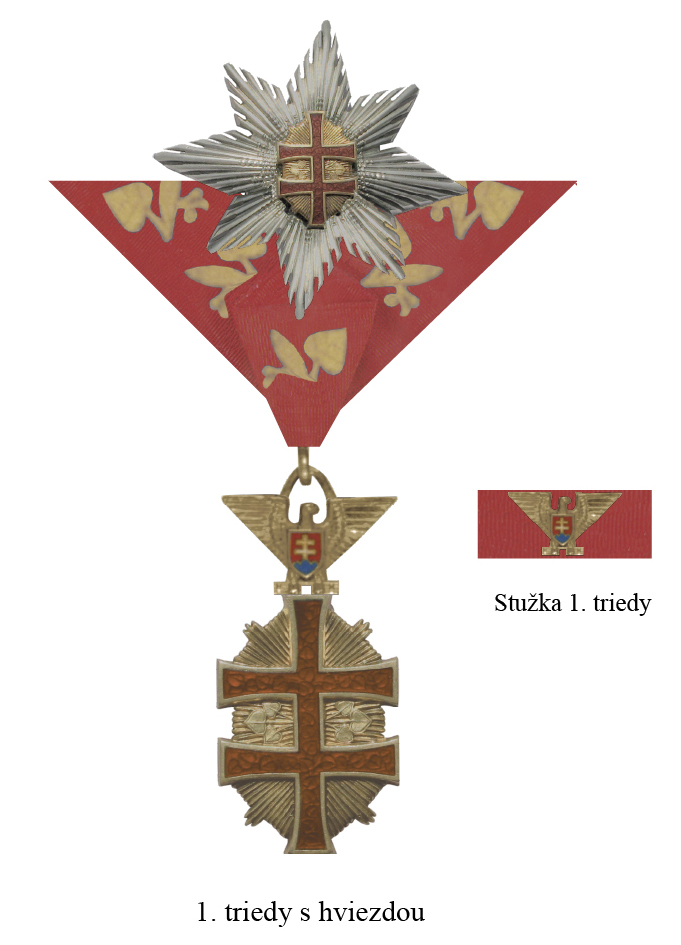
Хрест 1-го класу із зіркою
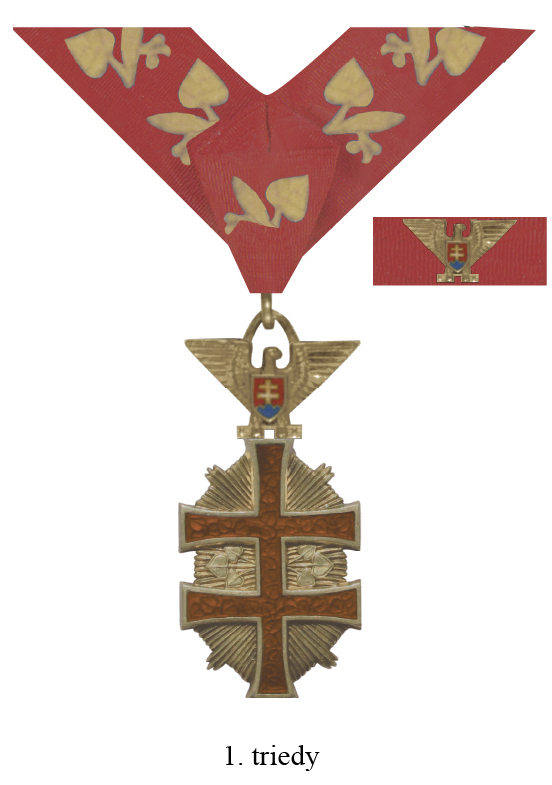
Хрест 1-го класу (до 1943)